# ナイメーヘン国際フォーデーマーチ

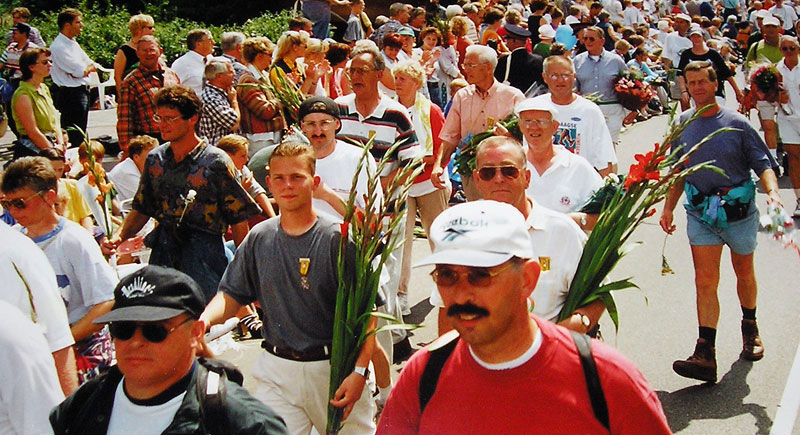
大会第4日目ゴール目前

ナイメーヘン国際フォーデーマーチ(英:International Four Day Marches Nijmegen、蘭:Vierdaagse)は、世界で最大のウォーキングの大会である。毎年7月中旬にスポーツ振興と健康増進の目的で、オランダのナイメーヘンで開催される。
参加者は毎日、年齢グループと性別により定められる30キロ、40キロ、50キロの距離を歩く。大会4日間を通して既定の距離を完遂した参加者には、オランダ王家公認の記章メダルであるフォーデーマーチ十字(Vierdaagsekruis)が授与される。参加者はほとんどが一般市民であるが、北大西洋条約機構加盟国の軍など、総勢数千人の軍からの参加者もある。

## 概要
＜一般部門＞
- 30 km x 4 日間
- 40 km x 4 日間
- 50 km x 4 日間
- 55 km x 4 日間-第100回大会で特別に復活。

＜軍隊部門＞
- 40 km x 4 日間-軍制服を着用+ 男性（18-49歳）は最低10kgの荷重を持って行進、女性だと荷重は任意でよい。

"Vierdaagse"(オランダ語で「4日間のイベント」)は、1909年以来、世界大戦による中止を除いて毎年開催されてきたウォーキング大会である。1916年から開催の中心都市がナイメーヘンとなり現在まで続いている。参加者の年齢グループと性別により、30キロ、40キロ、50キロのいずれかの距離を大会4日間、毎日歩くことが求められる。規定を超える距離に参加申し込みを行って、実際に歩いても良い。
大会発足当初は、一般市民は稀で軍人のための大会であったが、現在ではほとんどの参加者が一般市民となった。参加者は近年増加しており、4万人を超える規模（うち軍の参加者5000人）となっている。現在では世界で最大のウォーキング大会である。道路の混雑を緩和するために、2004年以来主催者は参加者の数を制限しており、参加申し込みが抽選となる年もある。大会に一回だけでなく複数年参加する人も多く、最多出場の人は合計で60年間、それ以外にも合計50年以上参加している人が数人いる。
大会第1日目は7月の第3火曜日と決められている。
参加者がウォーキングを行うコースは、毎年ほぼ同じである。大会が開催される各日は、その日に通過する最も大きな町の名前を冠している。
大会第1日目（火曜日）　Elstの日（北西コース、平地）
大会第2日目（水曜日）　Wijchenの日（西コース、平地）
大会第3日目（木曜日）　Groesbeekの日（南東コース、一部丘陵）
大会第4日目（金曜日）　Cuijkの日（南コース、平地）
最終日である大会第4日目、参加者はゴール手前の大通りまで歩いてくると、観客よりグラジオラスの切花を贈られる。まだ咲いていない赤いつぼみの切花であることが多い。グラジオラスはローマ時代より勝利の象徴とされており、参加者の栄誉を称えるために贈られる。そのため、ナイメーヘン・マーチの間だけこの聖アンナ通りは「グラジオラス街道（Via Gladiola）」と呼ばれる。
2006年は、世界大戦とは別の理由で（90年ぶりに）中止された最初の年となった。 極端な熱のために、初日の行進を終えて何千人もの途中棄権と2人の死亡事案が起こったためである。このキャンセルを教訓に、組織委員会は今後、開始時間/距離/終了時間を調整してイベント管理することを決定。2016年の100周年記念イベントは異常に暑い状況だったが、開始時間を調整したりコース難易度を反映して終了時間を延ばすなどで、暑さに対応した。

## 賞

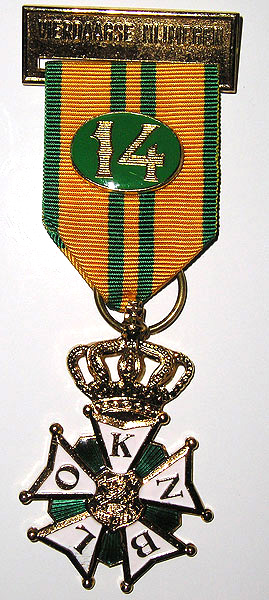
14回参加した金のフォーデーマーチ十字

この行進イベントには3種類の賞（現在は2種類）がある。
- フォーデーマーチ十字（英語版）（蘭:Vierdaagsekruis）

規則に従ってフォーデーマーチを見事完遂した参加者に授与される。この記章は、オランダの軍服に着用できるオランダ公式の装飾品である。1909年10月6日に、王立法令によって「行進能力を証明する十字架」と定義、命名された。歩行者はイベントを達成した回数に応じて特定の記章メダルを受け取る。フォーデーマーチ十字は青銅、銀、金のいずれかで授与され、十字架の上に紋章の冠がある。リボンは、参加者が行進を完了した回数に応じて、数字および/または月桂樹の花冠、真珠のあしらいなどがつく。
- フォーデーマーチのグループメダル（英語版）
- フォーデーマーチの支援メダル（英語版）（2017年3月に廃止、もはや授与されない）

## 歴史
20世紀初頭のオランダにおける体育教育は、学校体操や基本的な軍事訓練の指導を行った教師や元兵士によって組織された。1904年の秋、ブレダにある第6歩兵連隊の軍曹がサッカークラブを創設。これが兵士の間に多くの興奮をもたらし、クラブ初日には1906年と1907年のスポーツデー（体育の日）になったトーナメント大会が実施された。この成功が、さまざまなスポーツ協会や社会組織に傘下組織を設立するきっかけとなった。
1908年4月3日、オランダ初のスポーツ傘下組織であるオランダ体育協会（NbvLO）がハーグで設立された。1907年7月にアーネム出身のビエホフ中尉によって提案された 、スポーツデーに4日間の行進をする企画に基づき、1909年にNBvLOは最初のフォーデーマーチのために15のルートを設計した（当時オランダでは「4日間」というテーマは非常に人気があり、年間を通して4日間の乗馬イベント、4日間の自転車競技イベント、河川で4日間の漕艇などが開催され、今でも一部存在する）。女王の日の翌日、9月1日水曜日に306人の参加者が兵舎から出発し、駐屯地から駐屯地までの150kmの距離を目指した。彼らには10人の市民が同行した。フリースラントでは路面状態が悪いため行進が中断され、ほか3つの区間がロッテルダムにおけるコレラ発生のために省略された。
フォーデーマーチ完遂の業績を重んじたウィルヘルミナ女王は、行進する能力を認める記章メダル（フォーデー十字）を達成者に与え、軍服の装飾品として公式着用できるようにした。1910年、同協会は4日間の行進を、アーネムを出発してドゥースブルフとズトフェンを経由し、アペルドールンへ至るルートに限定した。1925年にナイメーヘンが同マーチの主催になる以前には、ユトレヒト（1911年）、ニーウ＝ミリゲン（1916年）デン・ボス（1918年）、アメルスフォールト（1919年）、ブレダ（1924年）がフォーデーマーチの中心になった（出発はナイメーヘン）。市民の参加数は徐々に増加していたが、1919年にN.van Stockum-Metelerkamp夫人が成し遂げるまで、女性がフォーデーマーチを完遂したことはなかった。
1928年、ロッテルダムに最初のウォーキング団体が設立された。アムステルダム五輪で行進リーダーのJonkheer W.Schorerは、国際代表団をフォーデーマーチに招待した。ドイツ、フランス、ノルウェー、英国の代表団がナイメーヘンに到着し、うち英国競歩協会の参加者40人は社会階級別に4つのグループに分かれ、全てがグループ賞を受賞した（ 今日でも、この4つのメダルを巡る「ナイメーヘン・シールド」というリレー競技が実施されている）。 
フォーデーマーチの名声は、ナイメーヘンの予備植民地（コロニアルリザーブ）、特に現地料理人が準備したインドネシアの食事「ナシ（ご飯）」のおかげで、1930年代に成長。歩行者は、兵舎の屋根裏部屋やテントキャンプで、忘れがたい思い出を持ち帰った。1932年にはフォーデーマーチのために曲を作る者（J.P.J.H Clinge Doorenbosの言葉に、H.A.van Mechelenが作曲）も現れて、運営側も参加者側もフォーデーマーチが特別なイベントになったことを学んだ。
1921年には熱波で参加者の約40％が棄権（602人は最終地点に到達）したが、1939年では棄権率が2.39％という低さを記録した。
第二次世界大戦による爆撃被害にもかかわらず、ナイメーヘンは戦後すぐにフォーデーマーチの復活に取り組んだ。募金キャンペーンと多くのボランティアのおかげで、努力が実を結び、1946年には過去最大の参加者となった（以後も増大傾向が続いた）。一方で、戦争の深刻な傷跡もあり、1954年のフォーデーマーチはNederlandse Wandelsport Bond（オランダのウォーキング協会）が企画してアペルドールンからの出発となった。しかし、ナイメーヘンも復興を遂げ、数十年後には両方とも開催（アペルドールンは7月の第2火曜日に、ナイメーヘンは第3火曜日に行進を始める）された。
1958年、協会に「ロイヤル」の語が与えられ、HRHクラウス王子の参加もあり、参加者数が驚異的に伸びた。世界各地からの参加者数が増えたため、旗のパレードは兵舎の中庭からホファートスタディオンに移された。かつては7,8か国の参加だったが、2004年のフォーデーマーチでは60か国に、累計では百か国以上からの代表参加があった。そのため2004年には最大登録件数の制限枠が初めて設定され、約6週間で最大の47000件が埋まった。翌2005年にはフォーデーマーチを66回達成した女性Annie Berkhoutが現れた（女性の記録保持者）。しかし、2006年の登録数は最大枠に達しなかった。
1976年、一人の日本人が参加したことがきっかけとなり、1978年に日本における第1回のウォーキング大会が開催され、以来45年以上継続して発展を続けた結果、世界第2位の規模を誇る日本スリーデーマーチが埼玉県東松山市で開催されている。

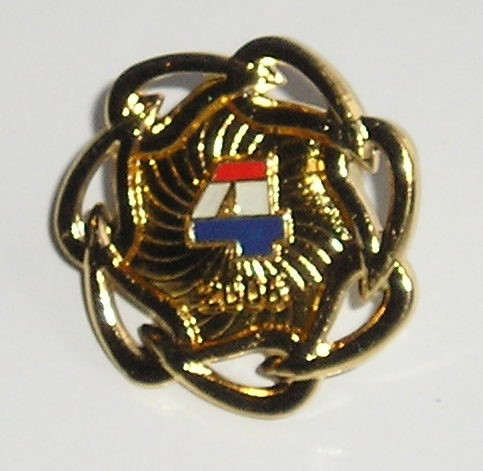
2006年フォーデーマーチの初日を完了した全参加者に授与された記念ピン

2006年、第90回のフォーデーマーチは「1日だけの行進」として記憶に刻まれている。行進中に一人の参加者が亡くなり、初日の歩行を終えた後には、大勢の歩行者が熱中症などで救助せざるを得ない状況が発生、フォーデーマーチがその1日で中止となった。行進中に歩行者が死亡した前例（1972年など）はあったが、途中での大会中止は初めてのことだった。第90回フォーデーマーチの初日に出発した参加者にはメダルではなく、代わりに記念ピンが送られた。このピンは、当時の状況を示すさまざまな象徴を含んでおり、中央の太陽は苛烈な天候を、周りにある涙型の縁取りはマーチ中止への悲しみを表現している。
2008年大会では、6620名の参加者がチップ・プロジェクトのボランティアを行った。これは靴紐にチップを取り付けることで参加者個々の進捗状況をデータ監視し、運営側は混雑箇所を予測することが容易になった。このプロジェクトはまた、緊急事態の対処モデル（最初に行くべき救助場所など）を予測することも可能にした。
2014年7月17日、オランダを発ったマレーシア航空17便の墜落（撃墜）事件があった。事件への追悼として、行進の最終日は音楽が止められ、祝賀行事は自粛された。

## 付随のイベント
フォーデーマーチの週に付随する祝祭（Vierdaagsefeestenとして知られる）は、オランダ最大の祭りのひとつとして知られ、100万人規模の観衆が集まる。行進前の土曜日に始まり、金曜日に終わるもので、その週は無料の音楽演奏や花火大会など特別イベントが毎日ある。祝祭の間にロックフェスティバルの「デ・アフェール」も毎年開催される。
最終の金曜日には、何千人もの人々が歩行者を応援するためにゴール直前の数kmの道に列をなす。その聖アンナ通りは、この日だけ「グラジオラス街道（Via Gladiola）」と呼ばれる（グラジオラスは行進の公式花で、参加者に渡す伝統がある）。1週間前に人々は椅子やソファを置き、グラジオラス街道沿いにスペースを確保する。ゴール地点はオランダのテレビでも視聴できる。

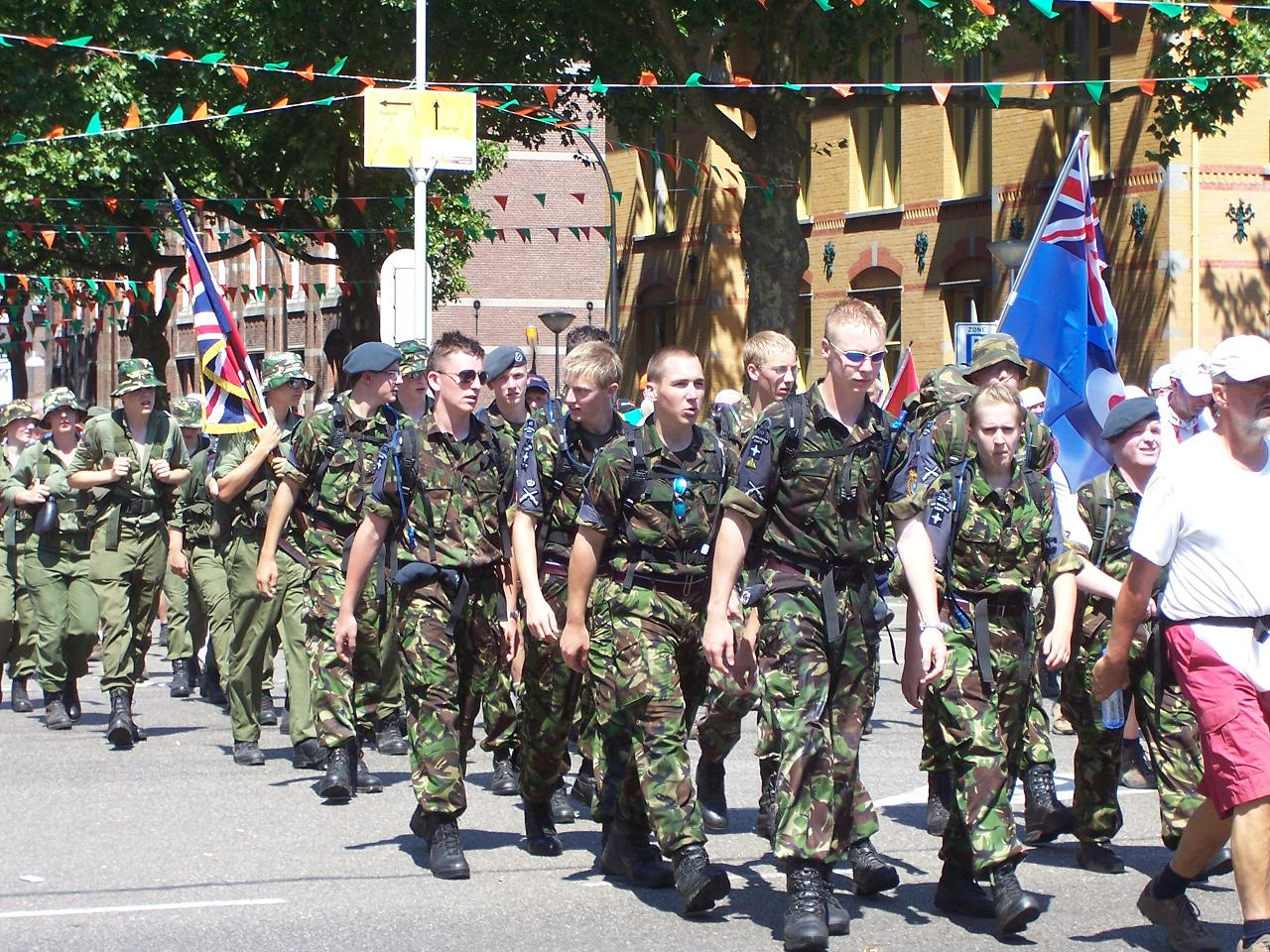
南部＆東部ミッドランド・ウイング、航空部隊（英国）チーム

世界じゅうの軍隊と士官候補者が、フォーデーマーチに参加するための部隊を派遣する。近年では、軍の参加者が約5000人にもなる。一部の軍人は個人参加だが、通常はチームで行進する。軍隊チームは11人から30人程度のメンバー構成で、たいていは団結行進して行進曲を歌うので、群衆に非常に人気がある。軍隊チームはナイメーヘンではなく、そのすぐ南にある軍事キャンプHeumensoordで始まるため、一般参加者とは若干異なるルートを通る。金曜日、軍の参加者は完歩の数km手前で制服を交換し、上官はゴール地点のスタンドで彼らを待っている。軍の参加者には2つの選択肢がある。水分補給用の大量の水とは別に最低10kgの荷重（18歳以上の場合）を持って、1日50kmまたは40kmを歩く。気温が高すぎる時は荷重なしで歩くことが許される（これは2006年、イベントの中止決定が下される直前にも実施された）。2014年の行進最終日も、高熱条件のため重量要件が免除された。 

## 近年の参加状況
| 近年のマーチ参加者 | 近年のマーチ参加者 | 近年のマーチ参加者 | 近年のマーチ参加者 | 近年のマーチ参加者 |
| 大会数             | 日付               | 参加者数           | 完歩者             | 棄権               |
| ------------------ | ------------------ | ------------------ | ------------------ | ------------------ |
| 95                 | 2011年 7月 19-22日 | 42,812             | 38,422             | 4,390              |
| 96                 | 2012年 7月 17-20日 | 41,472             | 38,144             | 3,328              |
| 97                 | 2013年 7月 16-19日 | 42,493             | 39,396             | 3,097              |
| 98                 | 2014年 7月 15-18日 | 43,013             | 39,910             | 3,103              |
| 99                 | 2015年 7月 21-24日 | 42,684             | 40,092             | 2,592              |
| 100                | 2016年 7月 19-22日 | 47,166             | 42,557             | 4,609              |
| 101                | 2017年 7月 18-21日 | 42,036             | 38,409             | 3,627              |
| 102                | 2018年 7月 17-20日 | 44,480             | 41,006             | 3,474              |